# 数理システム
数理システムとは、保険会社において、数理関係の項目を計算するためのシステムのことをいう。数理システムは、大きくは、料率系システムと決算系システム、予測系システムの3つに分けることができる。

## 料率系システム
保険料率や責任準備金率を計算するシステムである。保全系システムが保険料や解約返戻金を算出する際に呼び出されるとともに、決算系数理システムにおいて責任準備金等を計算する際にも呼び出される。

## 決算系システム
決算において必要となる数理項目である、責任準備金や予定事業費を計算するためのシステムである。

## 予測系システム
保険会社の将来の収支を予測する際に使用するシステムである。プロジェクションシステムともよばれる。保険計理人の意見書等において必要となる。予測系システムでは、ホストを使用せず、オープン系のパッケージソフトが使用されることが多い。